# Kamov Ka-50
Kamov Ka-50 är en rysk ensitsig attackhelikopter, med NATO-rapporteringsnamn Hokum A. Det finns även en vidareutvecklad variant, den tvåsitsiga modellen Ka-52 Alligator. Ka-50 kallas för "Svarta hajen" (Tjernaja akula) i Ryssland. Ka-50 har flera unika egenskaper, som dess konstruktion med koaxialrotorer, katapultstol, samt det faktum att den är ensitsig. Till följd av Sovjetunionens sammanbrott och helikopterns bristande allvädersförmåga i tidiga varianter har endast ett litet antal tillverkats - alla för ryskt bruk. Helikoptern har aktivt marknadsförts på exportmarknaden, men utan framgång.

## Utveckling

### Bakgrund
Under 1970- och 1980-talet förlitade sig Sovjetunionen på Mil Mi-24 för de uppdrag som krävde en tungt beväpnad och bepansrad attackhelikopter. Mi-24 var unik i sin utformning då den inte bara var en renodlad attackhelikopter, utan också hade möjlighet att transportera åtta fullt utrustade soldater. Tanken var att erbjuda en motsvarighet till pansarskyttefordon som BMP-1 som inte bara kunde transportera infanteri och erbjuda ett visst skydd under transporten, utan också ge eldunderstöd.
Den globala utvecklingen höll dock på att springa ifrån Mi-24. Nya luftvärnssystem ställde högre krav på attackhelikoptrar, och det sovjetiska försvarsministeriet slog i slutet av 1976 fast kraven för en ny attackhelikopter som skulle tas i tjänst under följande årtionde. Den nya designen skulle vara skräddarsydd för pansarvärnsrollen, och genom avsaknandet av transportmöjligheten var det möjligt att minska storleken. Både Mil och Kamov presenterade konkurrerande modeller.

### Utprovning
Kamov beslöt sig för att utnyttja sina erfarenheter med kontraroterande koaxiala rotorer för sitt projekt, som fick beteckningen V-80. De kontraroterande koaxiala rotorerna erbjuder en mängd fördelar, bland annat förbrukar stjärtrotorn inte motoreffekt och större del av kraften kan användas för egentlig framdrivning. Helikoptern kan också byggas mindre, vilket förutom att erbjuda ett mindre mål för fientlig eld också ger en lättare helikopter och följaktligen bättre prestanda för en given motoreffekt. Olika typer av vibrationer minskar också. Den största nackdelen är att den övre huvudrotorn sticker ut längre än vid ett traditionellt montage, vilket gör den mer sårbar. Efter att ha studerat moderna attackplan kom man fram till att det skulle vara möjligt för en person att både flyga och sköta vapensystemen. Det här var ett djärvt avståndstagande från vad som blivit standard på attackhelikoptrar där en tvåmannabesättning, bestående av pilot och vapenoperatör, tidigare var standard. Fördelarna kom i första hand i form av ytterligare möjligheter att minska storleken. Det innebar också en möjlighet att skära ner på flygande personal, något som sågs som en positiv bieffekt i samband med budgetnedskärningar. En hög grad av automatisering skulle behövs för att göra det möjligt för piloten att hantera farkosten effektivt. Detta ställde i sin tur höga krav på avioniken, men problemen ansågs inte oöverkomliga.
Mils förslag, som gick under beteckningen Mil Mi-28 var en mer konventionell helikopter, med två besättningsmedlemmar och stjärtrotor.
År 1980 togs ett beslut att bygga två prototyper av vardera modell, och den första V-80 prototypen, betecknad 010, flög första gången sommaren 1982. Ungefär samtidigt togs i Washington det slutgiltiga beslutet att efter ett sjuårigt testprogram sätta Boeing AH-64 Apache i serieproduktion. Med den amerikanska motsvarigheten snart ute på förband inleddes en omfattande provserie för de två sovjetiska helikoptrarna. Prototyp 010 provflögs med ett antal olika arrangemang för stjärtfenorna, och flögs både med och utan vingar. Syftet var att optimera utformningen på flygkroppen. Den andra prototypen, 011, flög i december 1983, och användes för utprovning av avionik och vapensystem. 011 var också utrustad med navigerins- och siktessystemet Rubicon, samt 30 mm Sjipunov 2A42 automatkanon.

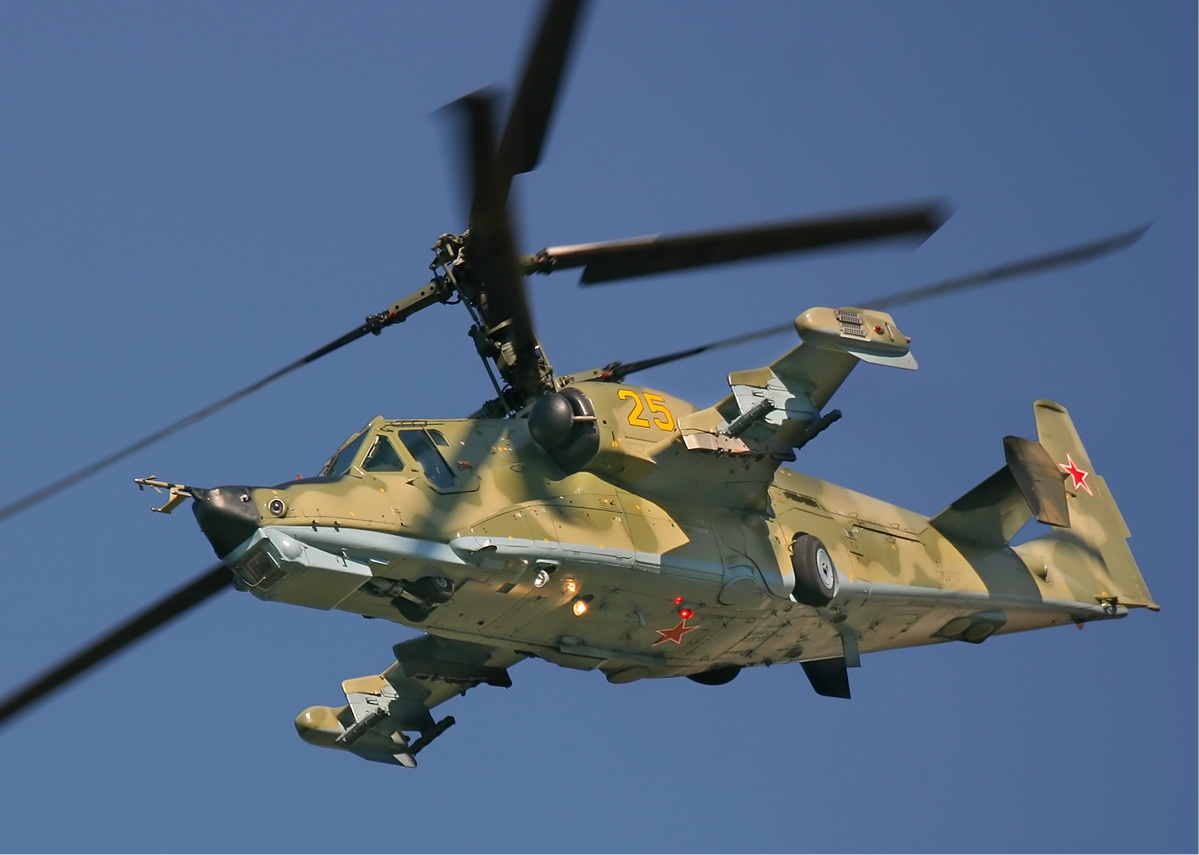
Ka-50 under flygning.

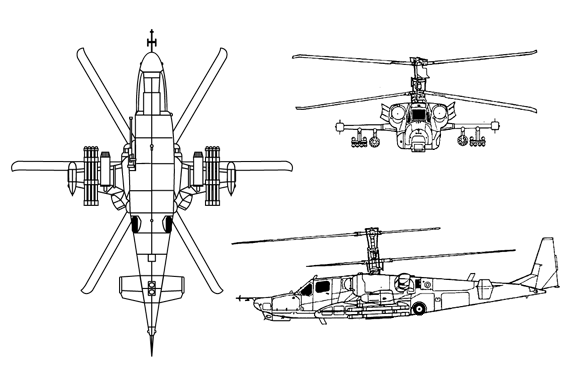
Treplansskiss över Ka-50.

Efter att provprogrammets första fas avslutats under hösten av 1984 gjordes den första utvärderingen. V-80 ansågs ha överlägsen prestanda, och fabriken i Arsenjev utvaldes för att tillverka helikoptern om och när beslut om serietillverkning togs. Samtidigt gick tester in i den intensivare Fas II, när bland annat helikoptrarnas stridsförmåga mättes. V-80 bedömdes än en gång vara överlägsen sin rival, till följd av bättre skydd, beväpning och flygprestanda. Det sistnämnda gällde framför allt i varma förhållanden samt på hög höjd, så kallade hot and high-förhållanden.
Ett antal problem lyftes också fram, bland annat fann man pilotens arbetsbörda för stor i samband med anfall. Det största problemet var att bildförstärkaren som var tänkt att användas inte fungerade som tänkt, vilket gjorde att Ka-50 inte kunde operera i mörker. I slutet av 1987 beslöts att en modifierad version under beteckningen V-80Sh-1 skulle sättas i serietillverkning så fort en slutgiltig standard blivit klar. Noteras kan att tidiga versioner av AH-64 inte heller hade fullgod allvädersförmåga. På grund av de ekonomiska skillnaderna var det dock möjligt för McDonnell Douglas att efter ett relativt kort utvecklingsprogram få den förbättrade AH-64D Longbow i tjänst. För Kamovs del var inte detta möjligt, varför majoriteten av Ka-50 fortfarande saknar allvädersförmåga. Kamov byggde ytterligare ett par prototyper, och den femte, betecknad 015, lämnade fabriken 1990. 015 var utrustad med motmedel, laservarnare och en specialdesignad katapultstol. Det sistnämnda var unikt, då ingen helikopter tidigare varit utrustad med katapultstol.

### Konstruktion
Ka-50 är en enkelsitsig rysk attackhelikopter med pansarvärn som huvuduppdrag. Helikoptern är utrustad med två koaxiala kontraroterande rotorer och behöver därför ingen stjärtrotor. Den har ett traditionellt indragbart landställ med dubbla noshjul och enkla huvudställ. De midjemonterade vingarna har fyra balkplatser för raketer och robotar. Externa bränsletankar, bomber och automatkanoner kan också medföras. Helikoptern har en 30 mm automatkanon monterad på högra sidan av skrovet. Kanonen är stabiliserad, men har till följd av sin placering begränsad rörelsefrihet. Förarkabinen är bepansrad och tryckutjämnad. Självtätande bränsletankar och en låg IR-profil bidrar också till att öka skyddsnivån. Ka-50 har inte allvädersförmåga, även om det var ett specificerat krav från Röda armén i samband med beställningen.  Helikoptern är som enda helikopter i världen utrustad med en katapultstol.

## Varianter
Till följd av misslyckandet med bildförstärkaren levererades Ka-50 utan möjlighet att operera i svåra förhållanden. Under 1990-talet förändrades det ryska arméflygets behov, och en ökad betoning på vikten av mörkerstrid ledde till att Ka-50 tappade mark i förhållande till rivalen Mi-28, då den senare ansågs ha större utvecklingspotential. Mil tog också snabbt fram en version för mörkerstrid, benämnd Mi-28N, med FLIR samt mastmonterad radar, vilket ledde till att produktionen av Ka-50 sköts upp på obestämd tid.
Som svar på den nya utvecklingen konstruerade Kamov snabbt två nya varianter, Ka-52 och Ka-50N.

### Ka-52

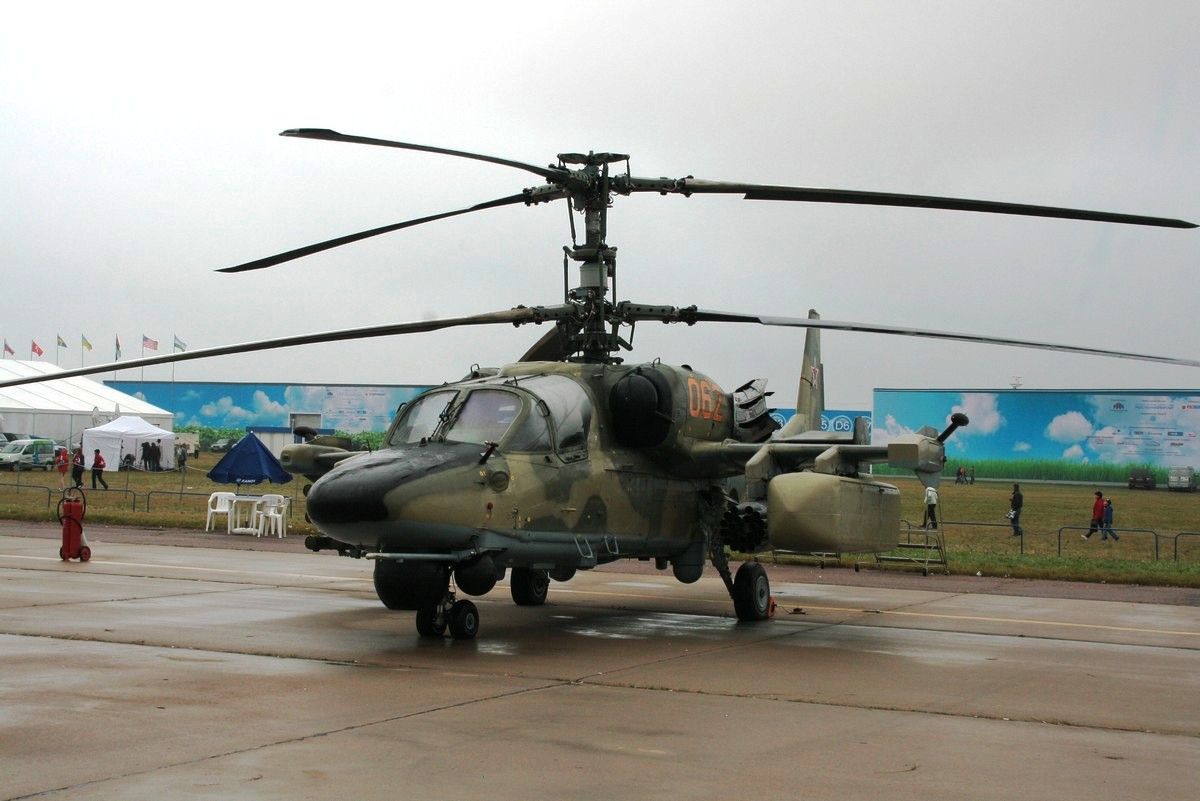
Ka-52 på flygshowen MAKS 2009.

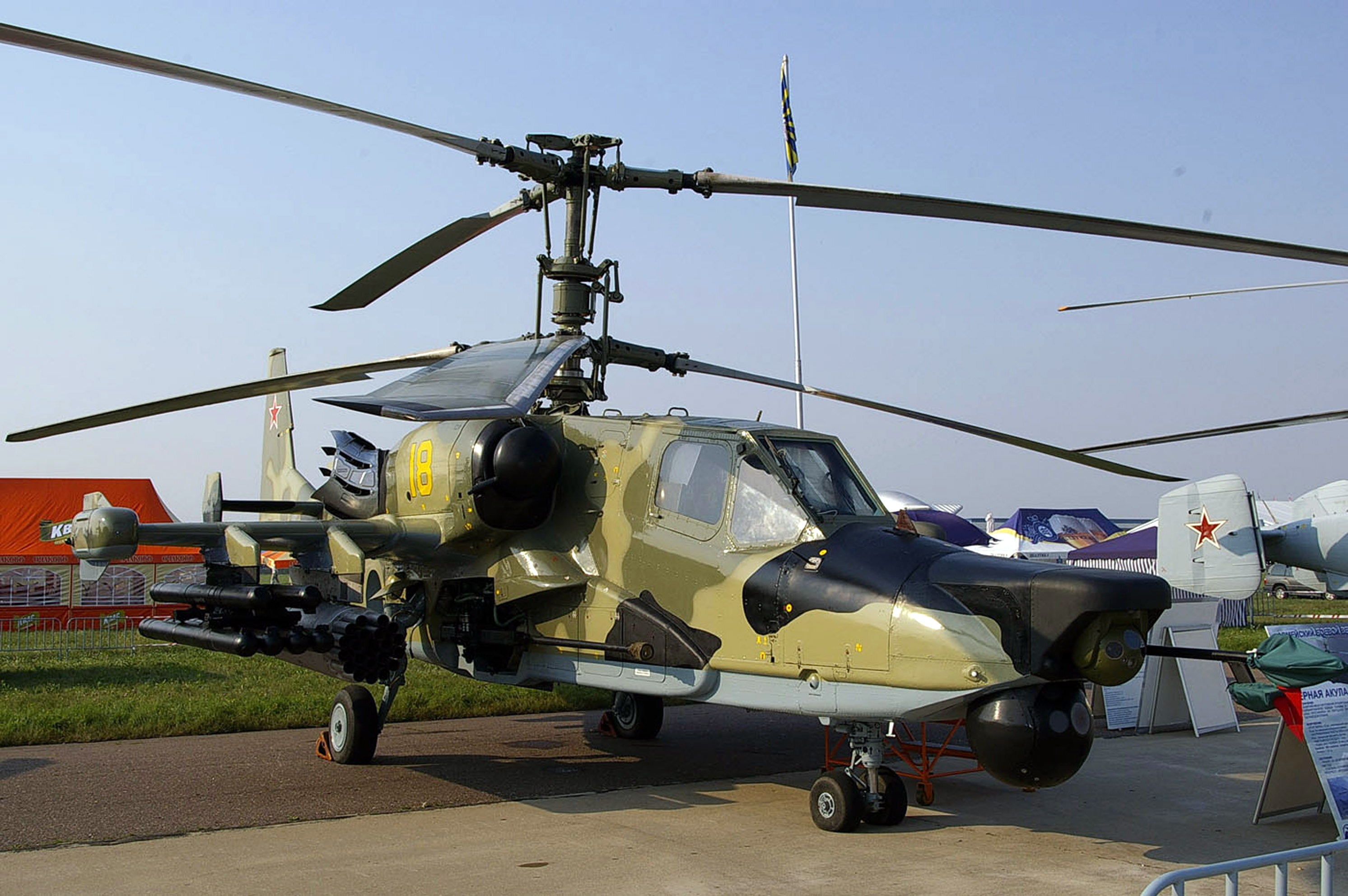
Ka-50Sh prototypen 018. Under nosen sitter Samsheet-50 systemet.

Rötterna till det som skulle bli Ka-52 Alligator hittas i en projektstudie utförd av Kamov under 1980-talet. Projektet studerade möjligheten att ta fram en helikopter skräddarsydd för attackhelikopterförbandens understödsbehov. Helikoptern skulle kunna operera tillsammans med moderna attackhelikoptrar på slagfältet, där den skulle utföra spaningsuppdrag och överföra måldata, men den skulle också kunna användas för förbandets transportbehov. Plattformen som projektet byggde på var V-60, en avancerad helikopter som fanns på planeringsstadiet, och som sedan skulle utvecklas till Ka-60-familjen. Ekonomiska begränsningar innebar dock att Kamov började se sig om efter billigare alternativ, och fastnade till slut för att utveckla en tvåsitsig version av Ka-50.
Kamov beslöt sig för att placera radaroperatören vid pilotens sida, och inte i tandem, vilket är det vanliga för attackhelikoptrar. Tanken var att vissa instrument inte skulle behöva finnas i två uppsättningar, samt att placeringen skulle förbättra besättningens samarbete, då de satt närmare och hade ögonkontakt med varandra.
Ka-52 delar enligt uppgift 85% av delarna med Ka-50 och den första prototypen, 061, var en ombyggnad av en standard Ka-50, närmare bestämt 021. Modell 021 började byggas om under 1996 och arbetet var klart i november samma år. I juni 1997 genomfördes den första provflygningen och 1999 deltog 021 i testerna i Turkiet, se nedan. Helikoptern har en utökad vapengarderob jämfört med Ka-50 vilket innebär att även om Ka-52 inte kan flyga underhållsuppdrag, så har den en möjlighet att självständigt flyga attackuppdrag i allvädersförhållanden, något som V-60 saknade.
Ka-52 har uppgraderade motorer, vilket innebär att prestanda är liknande som för Ka-50. Millimetervågsradarn Arbalet ger tillsammans med befintliga elektro-optiska system möjlighet att operera nattetid. Äldre instrument har också bytt ut mot en modern glascockpit. Beteckningen Ka-50-2 används ibland.

### Ka-50N
Modellen V-80Sh utvecklades delvis parallellt med Ka-52, vilket innebar att slutresultat, Ka-50N, i praktiken är en enkelsitsig version av Ka-52. Under utvecklingsarbetet flög helikopter i ett antal olika konfigurationer, med ett antal olika system som skulle ge allvädersförmåga. Vissa installerades som komplement till det befintliga Shkval-systemet, medan andra, som Samheet-50, installerades istället för Shkval. Inkluderandet av ytterligare system för piloten innebär att den redan från tidigare krävande arbetsbördan ytterligare ökade. Beteckningen Ka-50Sh används även, speciellt om tidiga versioner.

### Exportversioner
Kamov har sedan Sovjetunionens sammanbrott aktivt marknadsfört Ka-50/52 för export, dock utan att säkra några beställningar. En modifierad version under beteckningen Ka-52K byggdes om från en standard Ka-52 under 2001 och erbjöds Sydkorea för det så kallade KAH-programmet, men förlorade till förmån för Boeing AH-64 Apache. Efter att kontraktet förlorats modifierades den enda prototypen, 061, tillbaka.
Ka-52 var också en av de starkaste kandidaterna för ATAK-programmet. Programmet lanserades då den turkiska försvarsmakten hade planer på att köpa 145 moderna attackhelikoptrar, med leveranserna avklarade innan 2010. I specifikationerna ingick att de flesta skulle tillverkas på licens av den lokala flygplanstillverkaren TAI. Kamovs förslag var en uppgraderad version av Ka-52, betecknad Ka-50-2. Projektet var ett samarbete mellan Kamov och israeliska IAI. Ka-50-2 fick gott betyg under en stor del av försöken som pågick under större delen av 1999, ända tills specifikationerna i slutet av året ändrades till att kräva en tandemplacerad besättning, en kanon med 20 mm kaliber och möjlighet att använda de 70 mm raketer som var standard inom NATO. Spekulationer har framförts att det var påtryckningar från USA som låg bakom förändringarna.
Som svar på de förnyade kraven presenterade Kamov och IAI en ny version, fortfarande betecknad Ka-50-2, men nu med tillnamnet Erdogan. I mitten av år 2000 presenterades den amerikanska AH-1Z som vinnare, men i uttalanden klargjordes att Ka-50-2 Erdogan fortfarande sågs som ett alternativ om Bell inte kunde leva upp till kontraktet. Ett år senare slog Pentagon fast att de inte kunde godkänna leveranser av de känsliga datorsystem som ingick i AH-1Z till Turkiet, vilket ledde till en ny omgång av budgivning. Denna gång vann den italienska firman Agusta med en modifierad version av Agusta A 129 Mangusta. Det är fortfarande oklart om Mangusta kommer att få sällskap av eventuella andra attackhelikoptrar i turkisk tjänst.
Indien har också uttryckt intresse ett visst intresse för att köpa Ka-52, men inga närmare förhandlingar har ännu genomförts.

## Användning

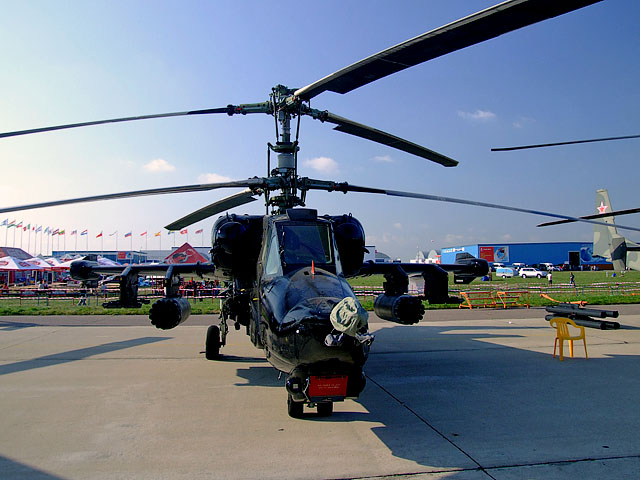
Ka-50 under flygshowen MAKS 2007. På inre balkplatserna finns raketkapslar för S-8 80 mm raketer, och på de yttre 9K121 Vichr pansarvärnsrobotar.

Ka-50/52 är endast i tjänst inom ryska försvaret, då inga exportorders säkrats. Ett tiotal Ka-50 har varit i tjänst sedan början av 1990-talet. Två av dessa användes i strid i Tjetjenien i januari och februari 2001. Uppdragen flögs tillsammans med Mi-24:or, eller med en modifierad Ka-29 som skötte spanings- och eldledningsrollen. Ka-29:an användes då det inte fanns tillgång till Ka-52:or, vilka som tidigare nämnts skräddarsytts för samma uppdrag. Elddopet ansågs mycket framgångsrikt, och Ka-50 visade sig vara överlägsen jämfört med Mi-24 på de flesta delområden som utvärderades. För ytterligare operativa tester har Ka-50 även deltagit i manövrar på hög höjd, bland annat i Kirgizistan. Om Ka-50/52 användes i kriget i Georgien är oklart.
Under invasionen av Ukraina har KA-52 använts flitigt, men det har också lett till att många av dem har gått förlorade. Fram till slutet av 2023 hade minst 60 exemplar förstörts eller blivit skadade, många av dem när ukrainska styrkor använt luftvärnsrobotar som levererats från NATO-länder. Det betyder att drygt 40 helikoptrar av denna modell finns kvar i bruk hos rysk militär. Det är oklart hur många av dessa som är i flygdugligt skick.  
I början av 2000-talet beställdes ett litet antal Ka-52 för bruk med de ryska specialstyrkorna. Senare har uppgifter förekommit om fullskalig produktion av Ka-52. Mycket är dock oklart kring programmets status, samt vilken roll Ka-52 kommer att spela i förhållande till Mi-28N som också beställts. I början av 2017 hade över 100 helikoptrar köpts till den ryska militären.

### Användare
- Ryssland  15 Ka-50[16] och ~100 Ka-52[17]

## Media
Det ursprungliga namnet på helikoptern var Varulv, men efter att den femte prototypen spelat huvudrollen i en rysk film vid namn Tjernaja akula ("svart haj") om en fiktiv attackhelikopter med samma namn beslöts det att ändra namnet till det senare. En flygsimulator för PC utvecklad i samarbete med Kamov finns också, den bär namnet DCS: Black Shark